# Bethel (Minnesota)
Bethel és una població dels Estats Units a l'estat de Minnesota. Segons el cens del 2000 tenia 443 habitants.

## Demografia
Segons el cens del 2000, Bethel tenia 443 habitants, 149 habitatges, i 108 famílies. La densitat de població era de 198,9 habitants per km².
Dels 149 habitatges en un 47,7% hi vivien nens de menys de 18 anys, en un 56,4% hi vivien parelles casades, en un 7,4% dones solteres, i en un 27,5% no eren unitats familiars. En el 18,1% dels habitatges hi vivien persones soles el 3,4% de les quals corresponia a persones de 65 anys o més que vivien soles. El nombre mitjà de persones vivint en cada habitatge era de 2,97 i el nombre mitjà de persones que vivien en cada família era de 3,46.
Per edats la població es repartia de la següent manera: un 36,1% tenia menys de 18 anys, un 7% entre 18 i 24, un 39,7% entre 25 i 44, un 13,3% de 45 a 60 i un 3,8% 65 anys o més.
L'edat mediana era de 30 anys. Per cada 100 dones de 18 o més anys hi havia 121,1 homes.
La renda mediana per habitatge era de 45.125 $ i la renda mediana per família de 50.500 $. Els homes tenien una renda mediana de 36.406 $ mentre que les dones 25.625 $. La renda per capita de la població era de 16.399 $. Entorn del 4,5% de les famílies i el 6,4% de la població estaven per davall del llindar de pobresa.

## Poblacions més properes
El següent diagrama mostra les poblacions més properes.